# Prosevania striaticeps
Prosevania striaticeps är en stekelart som först beskrevs av Jean-Jacques Kieffer 1904.  Prosevania striaticeps ingår i släktet Prosevania och familjen hungersteklar. Inga underarter finns listade i Catalogue of Life.